# Serious game
Een serious game (serieus spel) is een spel met een ander primair doel dan puur vermaak. Het voornaamste doel is dan bijvoorbeeld communiceren, werven of selecteren, onderwijzen of het verwerven van inzicht. Een serious game kan gebruikmaken van meerdere media: het kan een fysiek bordspel of kaartspel zijn, een gefaciliteerd managementspel of een computerspel.

## Doel
Het vermaak in een serious game dient om de beleving te versterken en daarmee ook de overdracht van informatie. Daartoe worden de doelen impliciet ingebouwd in het spel, zodat de speler volledig kan opgaan in het spelen. De ontwerper van het spel (gamedesigner) zal om dit doel te bereiken nauw moeten samenwerken met de ontwikkelaar van het spel en een deskundige op het gebied van het primaire doel.
Naast overdracht van informatie kan een serious game ook ingezet worden om gedrag te veranderen. Een voorbeeld van een serious game die gedrag verandert is een organiseer- of opruimspel.
In deze businesssimulatie worden spelers stap voor stap meegenomen naar een staat van psychologische veiligheid, waardoor ze openhartiger met elkaar in gesprek durven te gaan. Deze gedragsverandering blijft doorwerken nadat het spel afgerond is.

## Geschiedenis
Een "serious game" als begrip kreeg in 2002 bekendheid door het Serious Games Initiative met als bedoeling games die zich op het vlak van management en politiek afspelen te bevorderen. De term serious game is al veel ouder en duidde op een spel waarin meerdere beslissers binnen een beperkte context serieuze doelen nastreven. De focus op serious games groeit steeds verder, van aandacht in de media tot eigen conferenties.
Al sinds de opkomst van de computerspellen worden deze voor onderwijsdoelen gebruikt. Een van de eerste was Atari's 'Army Battlezone' uit 1980.

## Toepassing

### Onderwijsfilm
Een bekende toepassing van een serious game in het onderwijs is de onderwijsfilm (ook edutainment genoemd). De onderwijsfilm is bedoeld om het leren gemakkelijker en aantrekkelijker te maken. Daarom is de creatieve kwaliteit van de onderwijsfilm minder belangrijk dan de pedagogische en de didactische kwaliteit. De combinatie van didactiek en filmwetenschap noemen we de filmdidactiek. De maker van onderwijsfilms wordt een onderwijsfilmer genoemd.

### Interactieve computergames
Door ontwerpers zijn spelvormen ontwikkeld, waarin door iedereen, ongeacht de maatschappelijke positie, in een vertrouwde, levensechte en tegelijk uitdagende leeromgeving elke rol die is geprogrammeerd kan worden gespeeld. Zo kunnen lastige processen, b.v. in de economie, spelenderwijs gesimuleerd worden. Door de multiplayer rol kan aan iedere deelnemer een eigen rol en een eigen uitdaging toebedeeld worden, waarbij onderlinge interactie mogelijk is. Hulp op maat is vaak aanwezig in de vorm van computercoaches, personages in het spel zelf. Serious games geven adverteerders de kans om de producten en diensten die passen bij de aard of het onderdeel van het computerspel, te promoten (gamevertising).

### Andere toepassingen
Andere toepassingen van serious games zijn onder meer:
- Gezondheidszorg
- Wetenschap
- Oefeningstherapie
- Maatschappijleer
- Training van rampsituaties
- Militaire trainingsimulatie
- Simulaties binnen een bedrijf
- Jeugdonderwijs

## Makers
Voor het maken van een serious game zijn ontwerpers, vormgevers, gamedesigners, interactiondesigners, programmeurs, animatoren en projectmanagers nodig. Daarnaast moeten de spelprincipes en ontwikkelingstools gecombineerd worden met de doelstelling die men met het spel nastreeft. In het onderwijs betekent dit het inbouwen van leermodellen en pedagogische uitgangspunten, zie als voorbeeld de productie van het Tactical Language Training System (TLTS).
In Nederland zijn ongeveer 200 bedrijven actief als serious game ontwikkelaar.